# Etničke grupe Bosne i Hercegovine
Etničke grupe Bosne i Hercegovine, 4.363.000 stanovnika (1991.)
- Albanci - 4.922,
- Crnogorci - 10.048,
- Česi - 590,
- Hrvati, 760.852
- Mađari - 893,
- Makedonci - 1.596,
- Muslimani (nakon 1995. uglavnom kao Bošnjaci), 1.902.956
- Nijemci - 470,
- Poljaci - 526,
- Romi - 8.864,
- Rumunji - 162,
- Rusi - 297,
- Rusini - 133,
- Slovaci - 297,
- Slovenci - 2.190,
- Srbi, 1.366.104
- Talijani - 732,
- Turci - 267
- Ukrajinci - 3.929.
- Židovi - 426,